# Gösta Mårtenson
Bror Gustaf (Gösta) Adolf Mårtenson, född den 6 juni 1893 i Fellingsbro församling, Örebro län, död den 25 juli 1982 i Knista församling, Örebro län, var en svensk militär. Han var far till Hjalmar och Jan Mårtenson.
Mårtenson avlade officersexamen 1915. Han blev fänrik vid Älvsborgs regemente samma år och löjtnant där 1918. Efter att ha genomgått Gymnastiska centralinstitutet 1921–1923 och Krigshögskolan 1928–1930 blev Mårtenson kapten i Upplands regemente sistnämnda år. Han blev major vid Hallands regemente 1939 och överstelöjtnant 1942. Mårtenson befordrades till överste på reservstat i Femte militärområdet 1944 och var befälhavare i Örebro försvarsområde 1949–1953. Han blev riddare av Svärdsorden 1936 och kommendör av samma orden 1954. Mårtenson vilar på Knista kyrkogård.